# Jaak Nutkewitz
Jacob (Jaak) Nutkewitz (Spitalfields (Verenigd Koninkrijk), 3 september 1914 - Antwerpen, 8 september 1983) was een Belgisch advocaat, diamantair en politicus voor de PVV.

## Levensloop
Nutkewitz, die van Joodse afkomst was, vluchtte tijdens de Tweede Wereldoorlog naar het Verenigd Koninkrijk. Tijdens de oorlog streed hij als soldaat in het Britse leger en kon opklimmen tot officier. In 1944-1945 nam hij deel aan de Bevrijding van West-Europa. Na de oorlog begon hij een loopbaan als advocaat en vervolgens werd hij actief als diamantair. In 1971 werd hij de voorzitter van de Beurs voor Diamanthandel.
Nutkewitz werd op vrij late leeftijd politiek actief voor de PVV en werd voor deze partij in 1977 verkozen tot gemeenteraadslid van Antwerpen, wat hij bleef tot aan zijn dood. Van 1978 tot aan zijn overlijden in 1983 zetelde hij eveneens in de Belgische Senaat: van 1978 tot 1981 als provinciaal senator voor de provincie Antwerpen en van 1981 tot 1983 als rechtstreeks verkozen senator voor het arrondissement Antwerpen. 
In de periode januari 1979-oktober 1980 zetelde hij als gevolg van het toen bestaande dubbelmandaat ook in de Cultuurraad voor de Nederlandse Cultuurgemeenschap, die op 7 december 1971 werd geïnstalleerd. Vanaf 21 oktober 1980 tot aan zijn overlijden op 8 september 1983 was hij lid van de Vlaamse Raad, de opvolger van de Cultuurraad en de voorloper van het huidige Vlaams Parlement.